# Dark Blue
《Dark Blue》是LiLiM DARKNESS在2009年11月27日發售的冒險類型成人遊戲，BLUE系列的第5個作品。電腦CLUB在2011年5月26日發售DVDPG版。OVA是由PoRO發售。

## 故事
雪斗等一行人接受玲矢的邀請，到洋房別墅裡遊玩幾天，但在晚上從收音機聽到有連續殺人犯逃到別墅附近不遠處的新聞。雪斗等人感到不安但決定繼續行程，不久之後第一位犧牲者出現了。

## 角色

### 主要角色
哀澤雪斗
本作的男主角。聖櫻學園2年級學生。愛慕音羽。為了要獲得音羽的雙親認同而努力讀書，成績經常是學園第一名。
由於血脈的關係，內心常常會浮現嗜虐的想法。
久遠寺音羽（聲：澄白キヨカ）
聖櫻學園2年級學生，雪斗的青梅竹馬，財閥的獨生女，玲矢的未婚妻。愛慕雪斗但因為身份的關係而壓抑這份感情。
哀澤鈴香（聲：早乙女綾）
聖櫻學園3年級學生和學生會會長，雪斗的義姊。對雪斗有超越姊弟關係的感情。
（聲：星野みく）
聖櫻學園2年級學生和人氣偶像，音羽的朋友，資産家的獨生女，母親是美國好萊塢的知名演員。過去受到雪斗的幫忙而暗戀雪斗，但在知道雪斗的心儀對象後便隱藏自己的心意。

### 其他角色
哀澤琴美（聲：佐倉もも花）
聖櫻學園1年級學生，雪斗的義妹。擅長創作料理，經常幫雪斗製作便當。
千堂 リナ（聲：渋谷ひめ）
聖櫻學園1年級學生，琴美的同學，和リオ是雙胞胎姊妹。因為從琴美得知旅行消息後感到興趣因此和妹妹一起參加旅行。
（聲：神崎ちひろ）
聖櫻學園1年級學生，琴美的同學，リナ的妹妹。和姊姊一樣也是從琴美得知旅行消息後感到興趣而和姊姊一起參加旅行。
（聲：広森なずな）
服侍玲矢的忠心女僕。
伊能玲矢（聲：原田友貴）
聖櫻學園2年級學生，雪斗的朋友，父親是日本最大銀行的社長。
吉良英二（聲：こんつ）
聖櫻學園2年級學生，雪斗的同學，黑道吉良會會長的兒子。在1年級時候喜歡音羽但是在告白失敗後開始對她有謀圖不軌的企圖。
鷹峰五郎（聲：植木亨）
雪斗的班級老師。為了不讓學生出事而參加這次旅行。有著古板保守的教育觀念，因此和倡導自由的鈴香形成對立關係，在發現鈴香喜歡雪斗後開始藉此威脅鈴香服從他的命令。
（聲：島田友樹）
アニス的經紀人。過去是偶像身份但事業發展不順因此嫉恨アニス，藉由偷拍來威脅アニス服從他的命令。
犬飼裕明（聲：島田友樹）
聖櫻學園2年級學生，雪斗的朋友，喜歡琴美。
（聲：こんつ）
服侍玲矢的忠心管家。
伊能健藏
日本最大銀行的社長，玲矢的父親。

## 主題歌
片頭曲「fractale」
作詞：市松椿　作曲：Syrufit　歌：ひうらまさこ

## OVA
OVA是成人動畫作品，由PoRO製作發售，共2卷。

### 發售日
- Vol.1 〜ミつめる恥ぢらい〜

2012年4月27日發售。
- Vol.2〜見せつけられる……ヌくもり〜

2013年3月29日發售。
- Re：Price

廉價版，2015年5月15日同時發售2卷。

### 工作人員
- 原作：DARKBLUE（LiLiM DARKNESS）
- 監督/演出：野火止用太
- 企畫：いちもつ堂
- 劇本：PON
- 角色設定：きのはらひかる
- 製作人：天手毛天
- 製作：PoRO

## 外部連結
- 官方網站（页面存档备份，存于）（日語）